# Leonard Blumenthal
Leonard Mascot Blumenthal (* 27. Februar 1901 in Athens (Georgia); † 11. August 1984) war ein US-amerikanischer Mathematiker, der sich mit Geometrie befasste.
Blumenthal wurde 1927 an der Johns Hopkins University bei Frank Morley promoviert (Lagrange Resolvents in Euclidean Geometry). Er war Professor an der University of Missouri. Zuletzt war er Defoe Distinguished Professor Emeritus. Er war lange Jahre Leiter der Mathematikfakultät.
1933 bis 1934 war er am Institute for Advanced Study und 1934/35 als National Research Fellow an der Universität Wien, wo er das Mathematische Kolloquium von Karl Menger besuchte. 1967 war er Fulbright-Professor an der Universität Leiden und 1954/55 an der Universität Buenos Aires. 1963 wurde er auswärtiges Mitglied der Königlich Spanischen Akademie der Wissenschaften. 1960 bis 1968 war er Gastprofessor für die Mathematical Association of America. 1942 war er AMS Symposion Lecturer in Chicago.
Zu seinen Doktoranden zählt Leroy Milton Kelly. Eine Stiftungs-Professur an der University of Missouri ist nach ihm benannt und ein all vier Jahre vergebener Dissertationspreis der AMS (Blumenthal Award).

## Schriften
- Theory and applications of distance geometry. Oxford: Clarendon Press 1953, 2. Auflage Chelsea 1970
- A Modern View of Geometry. Freeman 1961, Dover 1980
- Development of abstract metrics. University of Missouri Press 1938
- mit Karl Menger: Studies in Geometry, Freeman 1970